# Weissach im Tal
Weissach im Tal ist eine Gemeinde im Rems-Murr-Kreis in Baden-Württemberg. Sie gehört zur Region Stuttgart (bis 1992 Region Mittlerer Neckar) und zur europäischen Metropolregion Stuttgart. Der Sitz der Gemeindeverwaltung ist Unterweissach.

## Geographie

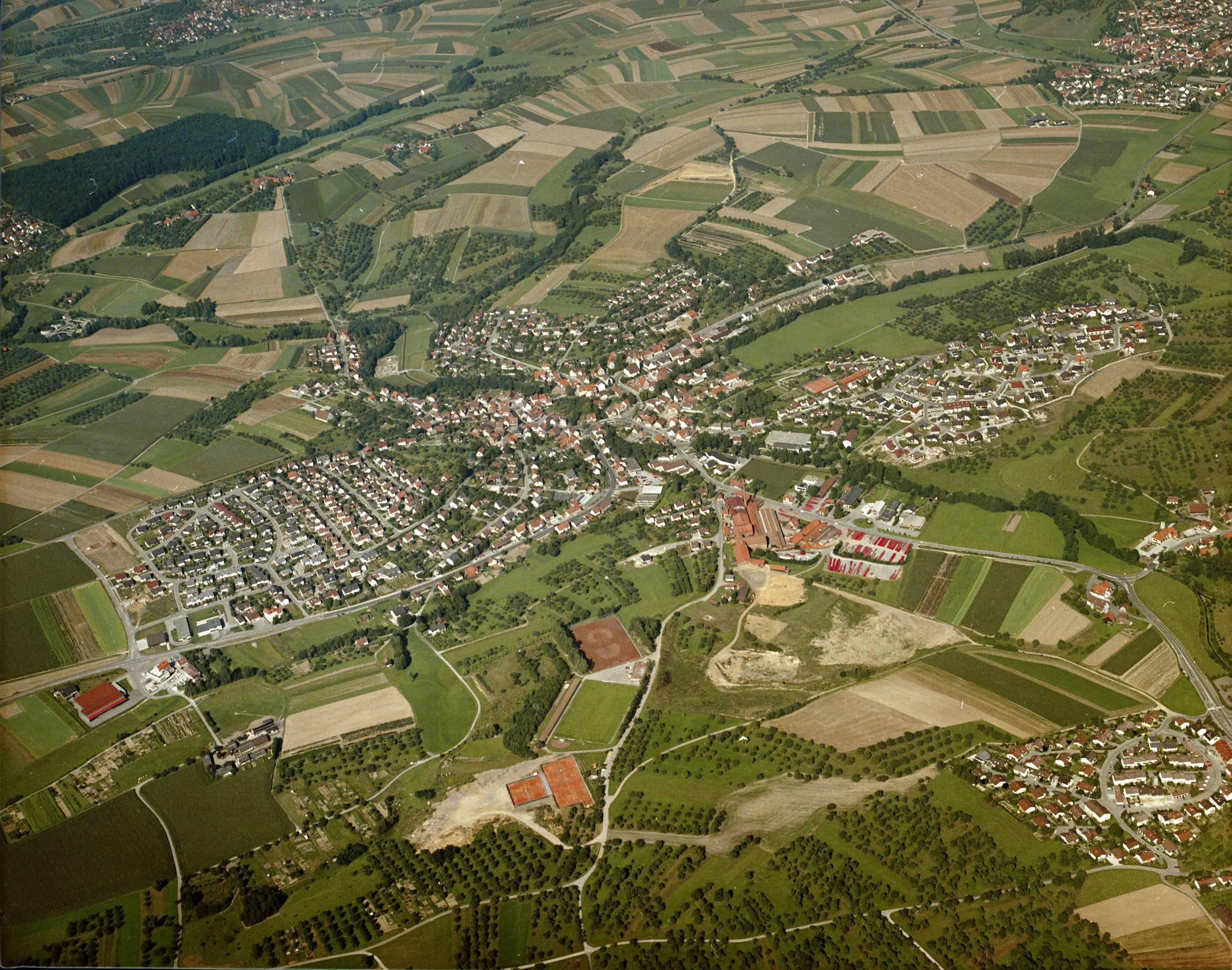
Unterweissach aus der Luft von Süden, 1985

### Geographische Lage
Weissach im Tal liegt in 255 bis 460 Meter Höhe am Rand des Schwäbischen Waldes in der Backnanger Bucht nordöstlich von Stuttgart. Das von der Weißach durchflossene Gemeindegebiet hat Anteil an den Naturräumen Schwäbisch-Fränkische Waldberge, Neckarbecken sowie Schurwald und Welzheimer Wald.
Die höchsten Erhebungen auf Gemeindegebiet sind der Käsbühl (425 m), gefolgt von dem Brucher Berg (373 m), dem Hochholz (331 m) und dem Dresselberg (325 m).

### Gemeindegliederung
Die Gemeinde Weissach im Tal entstand durch Zusammenschluss von vier ehemals selbständigen Gemeinden. Auf dem Gebiet der Gemeinde liegen elf Dörfer, Weiler, Höfe und Einzelhäuser.
- Zur ehemaligen Gemeinde Bruch gehört allein das Dorf Bruch.
- Zur ehemaligen Gemeinde Cottenweiler gehört das Dorf Cottenweiler, der Weiler Viehhaus und die abgegangene Bürg.
- Zur ehemaligen Gemeinde Oberweissach gehören neben dem Dorf Oberweissach die Weiler Kammerhof und Wattenweiler.[3]
- Zur ehemaligen Gemeinde Unterweissach gehören neben dem Dorf Unterweissach die Weiler Aichholzhof, Dresselhöfe (bestehend aus dem Mitteldresselhof, dem Oberdresselhof und dem Unterdresselhof) sowie die kleinen Wohnplätze Franzenweiler und Seemühle. Aichholzhof und Viehhaus bilden eine bauliche Einheit.

In Unterweissach aufgegangen ist der Wohnplatz Benzenmühle. In früheren Zeiten gehörte auch Sachsenweiler zu Unterweissach, ehe der Ort 1936 an Backnang abgetreten wurde.
Weiterhin werden in Unterweissach Wohngebiete mit eigenem Namen unterschieden, deren Bezeichnungen sich im Laufe der Geschichte ergeben haben und die nicht genau abgrenzbar sind. Hierzu gehören beispielsweise die Quartiere Bergfeld-Steingärten, Breitäckersiedlung, Kelterweinberge, Kirchberg, Presteneck und die Sandäcker.

### Flächenaufteilung
Nach Daten des Statistischen Landesamtes, Stand 2014.

## Geschichte

### Urgeschichte
Wahrscheinlich lebten schon in der Steinzeit Menschen im Weissacher Tal, jedenfalls legt dies der Fund einer Steinhacke im Nachbarort Allmersbach im Tal nahe: 1978 fand der Bürger Karl Hofbauer bei Bauarbeiten an seinem Wohnhaus eine Steinhacke, welche auf ein Alter von etwa 4000–7000 Jahre geschätzt wird.

### Antike
Ein Hügelgrab im Wald Rotenbühl bei Allmersbach im Tal beweist die Anwesenheit der Kelten in der Gegend.
In der Römerzeit gehörte das Gebiet der heutigen Gemeinde Weissach im Tal zum Dekumatland, dem rechtsrheinischen Teil der Provinz Germania superior.

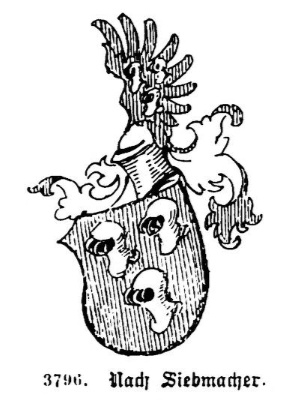
Wappen der Herren von Weissach (aus Siebmachers Wappenbuch) zeigt drei 2:1 angeordnete Kolbenturnierhelme

Funde aus der Römerzeit wurden in der Gemeinde noch nicht gemacht, jedoch könnte der Höhenweg, der von Lippoldsweiler kommend nördlich an Oberweissach vorüber zum Aichholzhof zieht, Teil einer alten Römerstraße gewesen sein, welche einst die römische Niederlassung Bad Cannstatt mit dem Kastell Murrhardt verband. Diese Straße wurde früher auch Prälaten- oder Steinwegle genannt. Wahrscheinlich blieben Reste romanischer Bevölkerung auch nach dem Limesfall im Weissacher Tal zurück, da der Ortsname Däfern in der Nachbargemeinde Auenwald auf das lateinische Wort für Gasthaus („taberna“) zurückzuführen ist.
Nach dem Limesfall und der Aufgabe des Dekumatlandes durch die Römer drangen die Alemannen in das Gebiet vor. Sie begannen mit der Neubesiedlung des weitgehend menschenleeren Gebiets. Nach dem Sieg der Franken über die Alemannen in der Schlacht von Zülpich 496 kam Alemannien in den Machtbereich der Franken, welche eine systematische Christianisierung durchführten. Beim so genannten Blutgericht zu Cannstatt 746 beseitigten die Franken den letzten Widerstand der Alemannen.

### Mittelalter

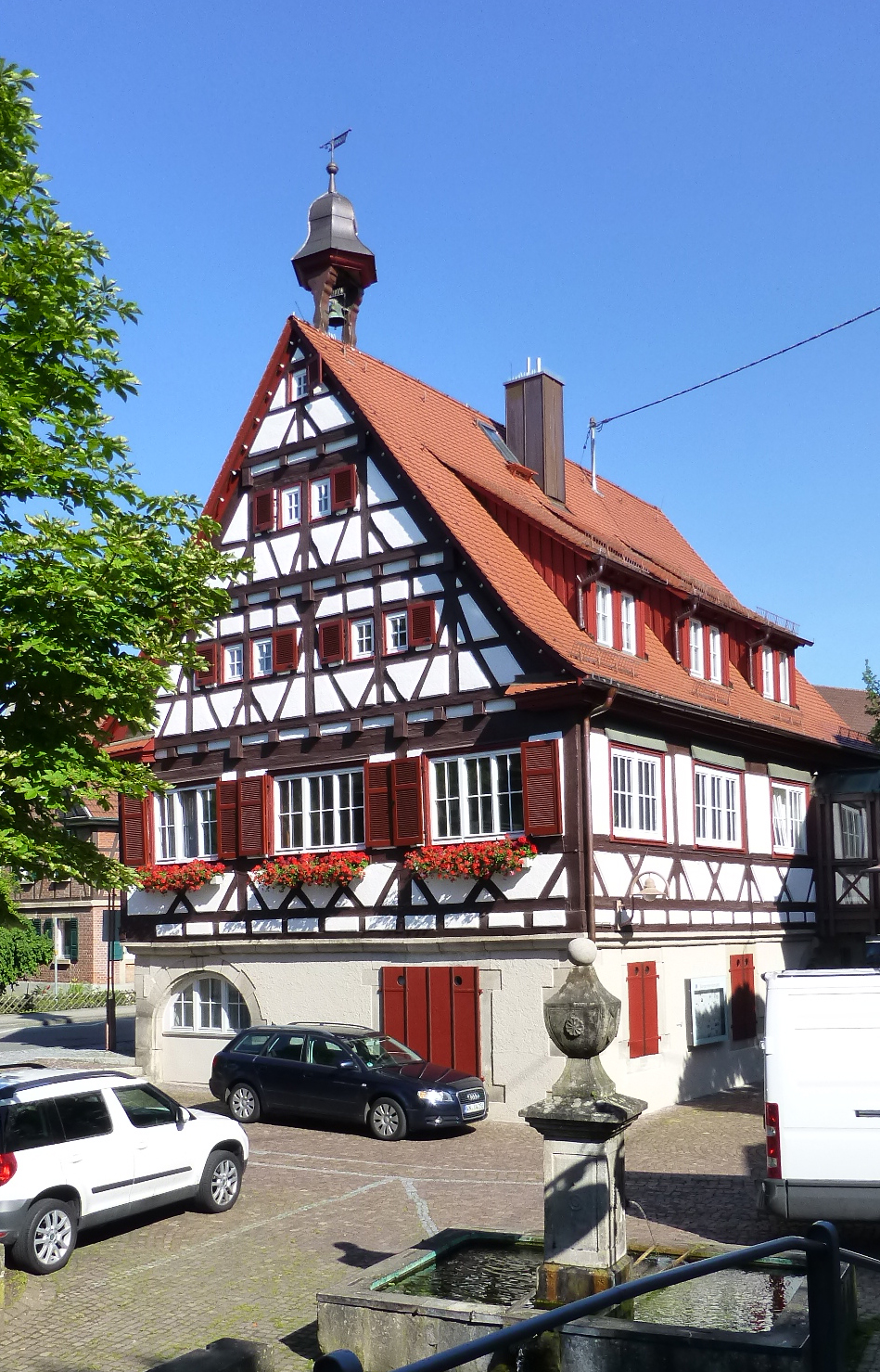
Rathaus in Unterweissach (erbaut 1612)

Das Weissacher Tal wurde vermutlich im 8. Jahrhundert besiedelt. In einer Schenkungsurkunde von 1027, mit der Konrad II. dem Würzburger Bischof Wald um Murrhardt überließ, wurde Weissach erstmals als Wizzaha erwähnt. Unterweissach und Oberweissach wurden anlässlich einer Schenkung Papst Innozenz’ IV. an das Stift Backnang 1245 erstmals erwähnt.
In dieser Urkunde bestätigte der Papst dem Stift Backnang Besitztümer in Unterweissach, Oberweissach und der Dresselhöfe. Ursprünglich im Machtbereich der Markgrafen von Baden gelegen, gelangten die Orte spätestens gegen Ende des Mittelalters an die Grafschaft beziehungsweise an das Herzogtum Württemberg. Ein Adelsgeschlecht der Herren von Weissach ist in Urkunden belegt. 1253 wird ein Edelmann Wolfram von Weissach und 1349 ein Rudolf von Weissach erwähnt. 1358 werden die Frauen Elisabeth und Agnes von Weissach erwähnt, die als Nonnen im Kloster Mariental lebten und ihre Güter dem Stift Backnang vermachten. Martin Crusius erwähnt in seinen Annalen, dass ein Rudolf von Weissach Backnang mit einer Mauer umgeben habe. Matthäus Merian übernahm diese Behauptung von Crusius in seiner Topographia Sueviae. Allerdings widerspricht dies den erhaltenen Urkunden. Die Familie soll auch die Burg Ebersberg um 1100 errichtet haben. Sie war vermutlich mit dem Geschlecht derer von Maubach verwandt; nach Gerhard Fritz legen dies die Wappen der Familien nahe. Eine Burg der Herren von Weissach konnte auf dem heutigen Gemeindegebiet jedoch nicht eindeutig nachgewiesen werden. Als möglicher Standort einer Burg kommt nur der Kammerhof in Frage: Karl Eduard von Paulus gab in seiner Beschreibung des Oberamts Backnang die mündlichen Überlieferung wieder, wonach dort einst ein Schloss gestanden haben soll. Im 14. Jahrhundert starb das Geschlecht aus.
Cottenweiler wurde 1231 als Cottenwilare erstmals in einer Vergleichsurkunde erwähnt. In dieser Vergleichsurkunde wurde ein Gebietsstreit zwischen dem Haus Baden und dem Augustiner-Chorherrenstift Backnang beigelegt. Diesem Streit ging folgender Sachverhalt voraus: Markgraf Hermann V. von Baden hatte an der Stelle, „wo einst die reichsten Wiesen blühten“, einen künstlichen See angelegt. Der See befand sich zwischen Unterweissach und Cottenweiler und hatte einst eine beträchtliche Ausdehnung. Dazu wurden die Weißach und mehrere andere Bäche aufgestaut und so die umliegenden Wiesen überflutet. Allerdings beanspruchte auch das Backnanger Stift dieses Gebiet. Markgraf Hermann V. einigte sich schließlich mit den Chorherren dahingehend, dass er als Entschädigung für den Rechtsverlust an den Wiesen dem Stift das Patronat über die Kirche in Lendsiedel und das Eigentum an einer Mühle bei Reichenberg übertrug. Das so geschaffene Gewässer wurde Weissacher See genannt und hatte die Ausdehnung von etwa 90 Morgen. Die Bauern der Umgebung mussten für den See Fronarbeit leisten. Da der Genuss von Fleisch während der Fastenzeit untersagt war, war die Fischzucht sehr bedeutend. Mit der Reformation büßte die Fischzucht viel von ihrer einstigen Wichtigkeit ein. Im Dreißigjährigen Krieg ist der See abgegangen, die Reste wurden in den 60er Jahren des 17. Jahrhunderts auf Befehl des Herzogs von Württemberg trockengelegt und in Wiesen umgewandelt. Heute erinnert die Seemühle und Flurnamen wie Seeberg, Seegut und Seewiesen an den einstigen See. Der Fisch im Wappen von Cottenweiler weist auf den einstigen Fischreichtum des Dorfes hin.

### Reformation und Bauernkrieg
Wie die umliegenden Gemeinden wurde auch Weissach im Tal von den Unruhen des Bauernkriegs erfasst: So zogen 1514 Bauern des Weissacher Tals unter Führung von Michael Schuhmacher aus Cottenweiler ins Remstal um sich dort dem Armen Konrad anzuschließen. 1535 wurde im ganzen Weissacher Tal die Reformation eingeführt. Erster evangelischer Pfarrer wurde Johannes Scholl.

### Dreißigjähriger Krieg und Franzoseneinfälle
1612 wurde in Unterweissach das Rathaus gebaut, welches bis heute als solches genutzt wird. Im Dreißigjährigen Krieg wurde das Weissacher Tal mehrmals grausam heimgesucht und die Menschen hatten unter Einquartierungen und Plünderungen zu leiden. Von 1636 bis 1638 war Unterweissach unbewohnt, da die ganze Einwohnerschaft vor den Soldaten geflohen war. Im Pfälzischen Erbfolgekrieg wurde das Weissacher Tal erneut von durchziehenden französischen Soldaten unter Ezéchiel Comte de Mélac heimgesucht.

Die Ortsteile im 17. Jahrhundert (aus dem Forstlagerbuch von Andreas Kieser)
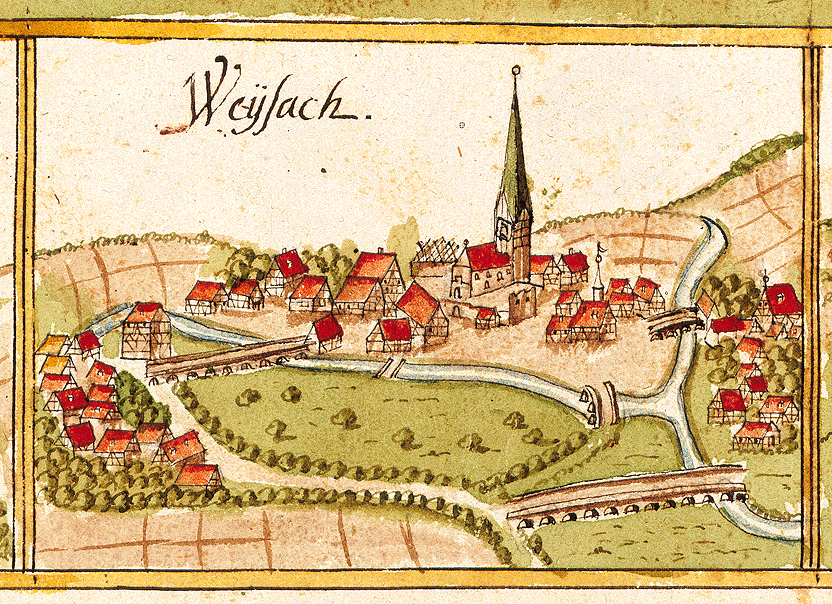
Unterweissach (Weysach) mit der Dorfkirche St. Agatha
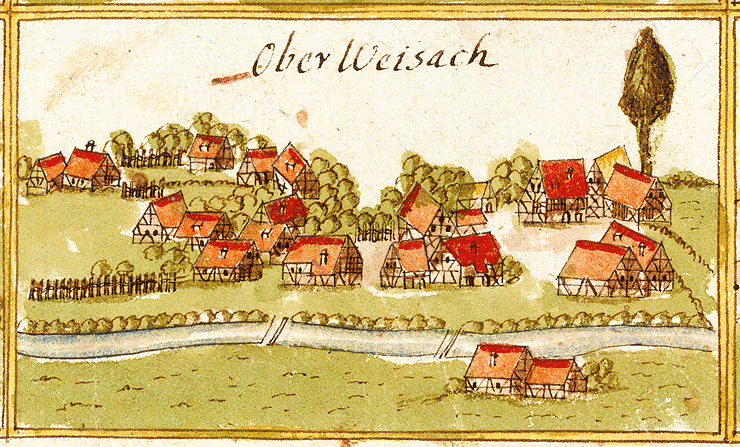
Oberweissach (Ober Weisach) um 1685
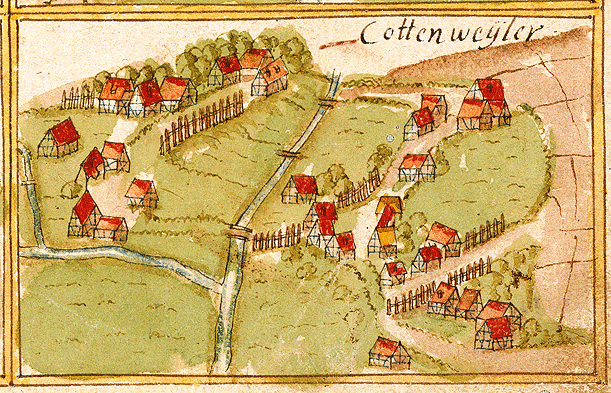
Cottenweiler (Cottenweyler)
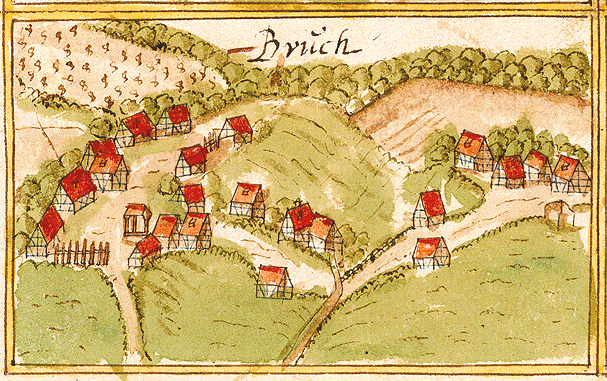
Bruch um 1685
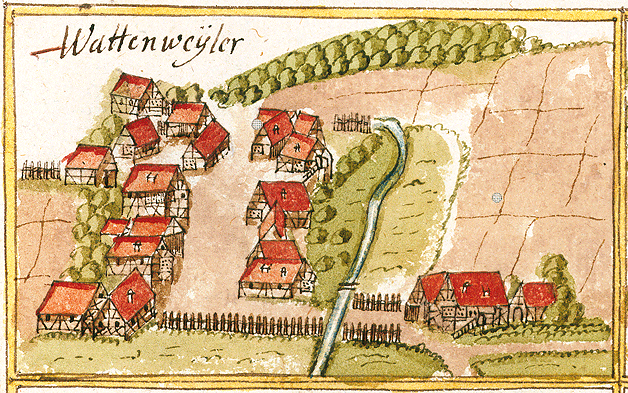
Wattenweiler (Wattenweyler) um 1685
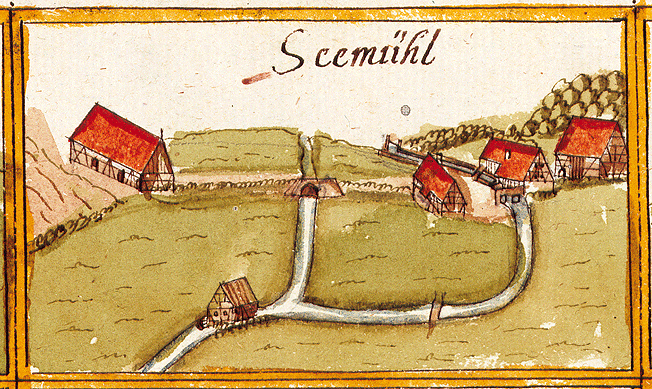
Die Seemühle mit dem alten Mühlkanal (1685)

### 19. Jahrhundert
Von 1806 bis 1918 waren die Orte des Weissacher Tals Bestandteile des Königreichs Württemberg und seit 1918 des freien Volksstaates Württemberg.

### Erster Weltkrieg
Im Ersten Weltkrieg wurden 170 Männer aus Unterweissach zum Dienst in die württembergischen Armee eingezogen, was 7 % der damaligen Einwohnerschaft entsprach. Bis Kriegsende 1918 sind 43 davon gefallen. Oberweissach hatte 12 Tote, während Cottenweiler 15 Gefallene zu beklagen hatte.

### Zwischenkriegszeit
Die Wirtschaftskrise und hohe Arbeitslosigkeit ab 1929 führten zu einer zunehmenden politischen Radikalisierung. bei der Reichstagswahl vom 6. November 1932 erhielten die Nationalsozialisten in Unterweissach 45,8 % der Stimmen. Bei der Reichstagswahl vom 5. März 1933 erhielt die NSDAP schon 66 % in Unterweissach. Die neuen NS-Machthaber setzten nun Gebietsreformen durch. 1934 wurde das Oberamt Backnang zunächst in Kreis Backnang umbenannt. 1938 wurde der Kreis erweitert und abermals in Landkreis Backnang umbenannt. 1936 musste die Gemeinde Unterweissach den Ort Sachsenweiler an die Stadt Backnang abtreten.

### Zweiter Weltkrieg
Im Zweiten Weltkrieg blieb das Weissacher Tal lange von Kampfhandlungen verschont. Im April 1945 erreichten Einheiten der 17. SS-Panzergrenadier-Division „Götz von Berlichingen“ unter Rudolf Klaphake das Weissacher Tal. Am 19. April zog sich die SS über Bopfingen nach Bayern zurück. Am 20. April sollten alle Brücken in Unterweissach von deutschen Pionieren gesprengt werden, was allerdings durch den Widerstand der Bevölkerung verhindert wurde. Am Abend des 20. April marschierte das 3. Bataillon des 397. Regiments der 100. US-Infanteriedivision unter Major William Sanford Preston von Sechselberg kommend in Unterweissach ein. Preston soll von der Schönheit des Weissacher Tals begeistert gewesen und ihnen geboten haben, wenn möglich nicht zu schießen. An jenem Tag kam es allerdings westlich von Unterweissach zu einem Gefecht zwischen Truppen der Deutschen Wehrmacht und der US-Armee, wobei zwei junge Soldaten der Wehrmacht gefallen sind. Sie wurden unter großer Anteilnahme der Bevölkerung im Rathaus aufgebahrt, mit Blumen geschmückt und am 23. April 1945 auf dem Friedhof von Unterweissach beigesetzt. Die Gräber sind erhalten. Am 20. April 1945 besetzten US-Truppen auch Bruch und Oberweissach, wo es zu einem Gefecht zwischen US-Panzern und deutscher Artillerie kam. Ein deutsches Geschütz hatte Stellung bezogen und feuerte auf anrollende US-Panzer. Diese erwiderten das Feuer. Bei dem Kampf fanden ein GI und ein Landser den Tod. Am 21. April 1945 rückten US-Truppen kampflos in Cottenweiler ein. Damit waren alle Orte des Weissacher Tals amerikanisch besetzt.

### Nachkriegszeit
Da die Orte nach dem Zweiten Weltkrieg Teil der Amerikanischen Besatzungszone geworden waren, gehörten sie somit von 1945 bis 1952 zum neu gegründeten Land Württemberg-Baden. 1952 kamen die Vorgängergemeinden von Weissach im Tal zum jetzigen Bundesland Baden-Württemberg.
Die Gesamtgemeinde Weissach im Tal entstand am 1. Juli 1971 im Zuge der Gemeindereform in Baden-Württemberg durch den freiwilligen Zusammenschluss der vier zuvor selbstständigen Gemeinden Bruch, Cottenweiler, Unterweissach und Oberweissach. Die neue Gemeinde ging 1973 durch die Kreisreform in Baden-Württemberg vom aufgelösten Landkreis Backnang zum Rems-Murr-Kreis über.

### Einwohnerentwicklung von Unterweissach
- 1626: 399[27]
- 1641: 62[27]
- 1654: 154[27]
- 1684: 260[28]
- 1692: 297[28]
- 1824: 667[29]
- 1828: 733[30]
- 1847: 911[31]
- 1854: 886[32]
- 1866: 749[33]
- 1871: 934, darunter 3 Katholiken[34]
- 1886: 867, darunter 14 Katholiken[35]
- 1896: 792, darunter 8 Katholiken[36]
- 2024: 4606[37]

#### Wappen der Ortsteile

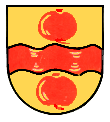
Bruch
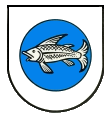
Cottenweiler
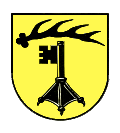
Unterweissach
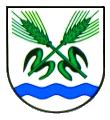
Oberweissach

#### Historische Ortstafeln

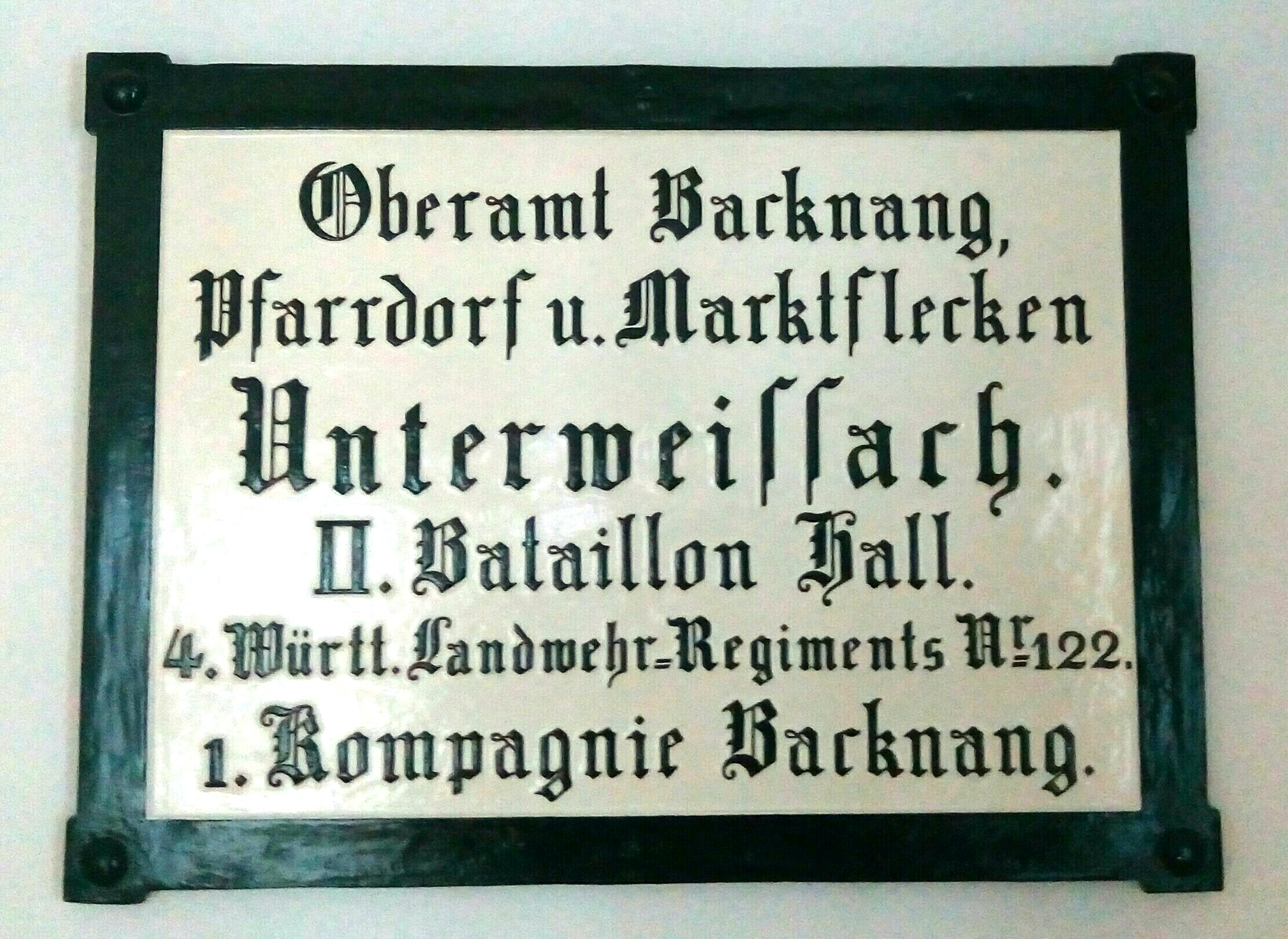
Pfarrdorf u. Marktflecken Unterweissach
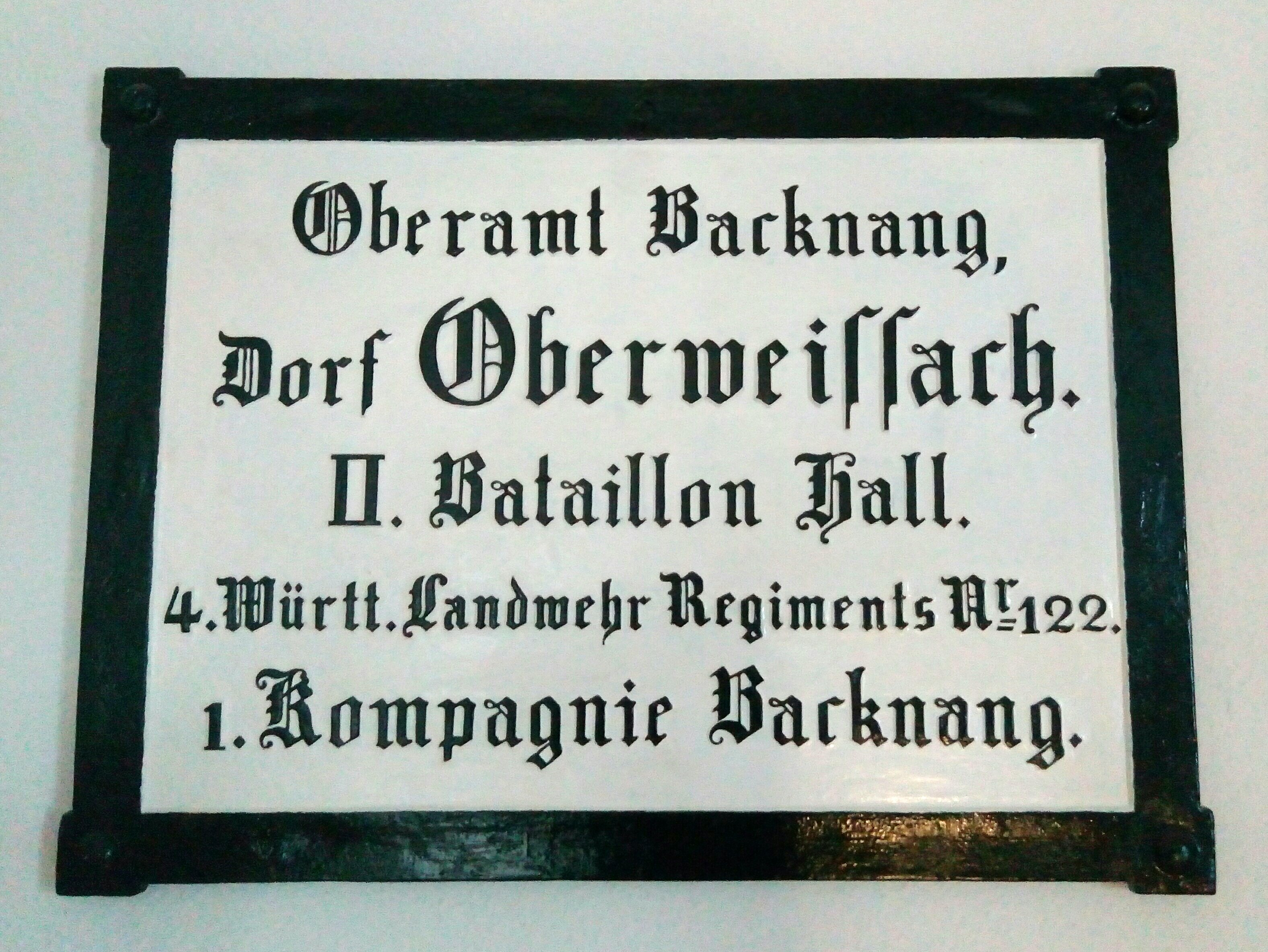
Dorf Oberweissach
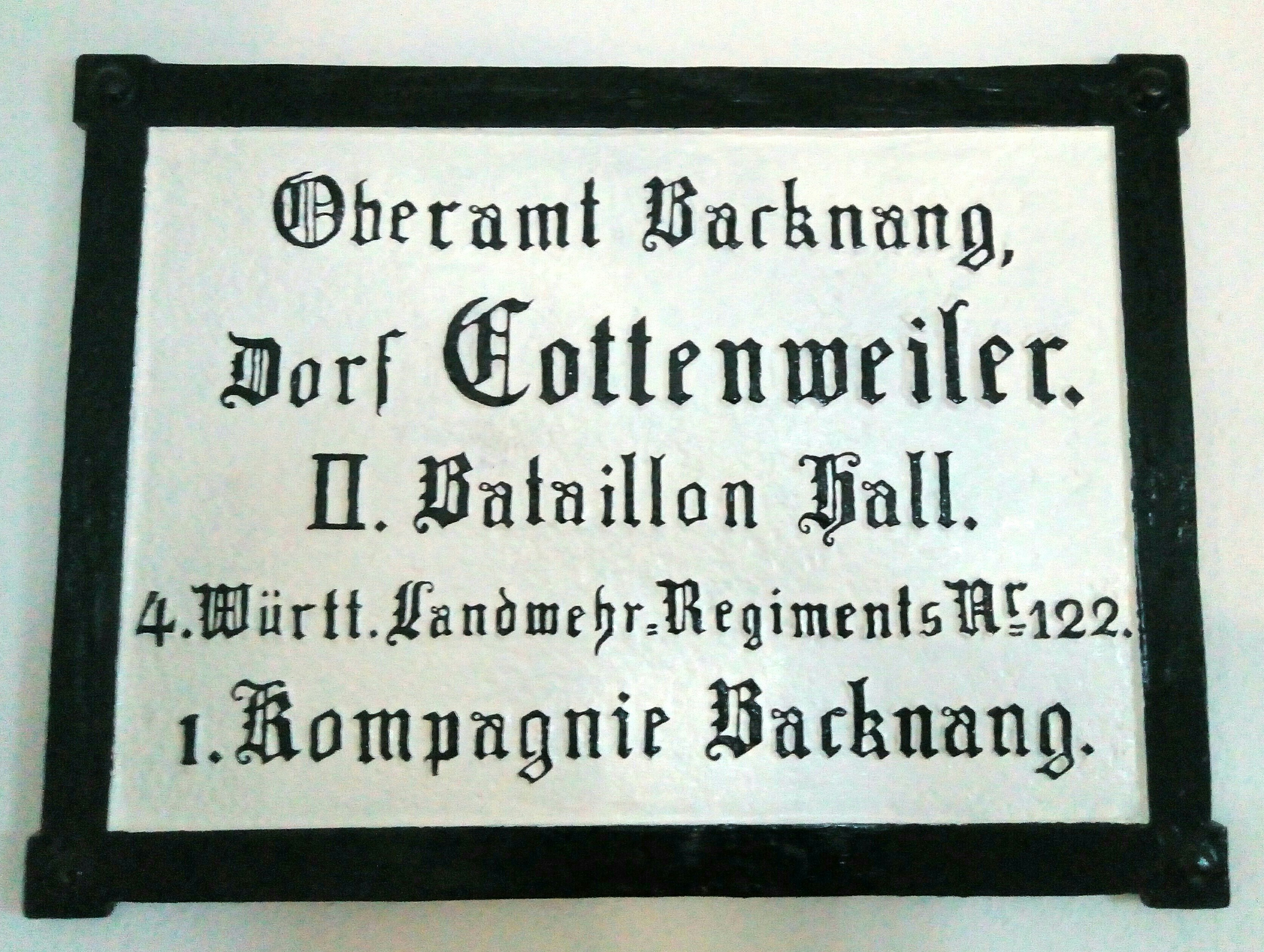
Dorf Cottenweiler

## Politik

### Ereignisse mit bundesweiter Beachtung
In einer geplanten Flüchtlingsunterkunft kam es in der Nacht vom 23. auf den 24. August 2015 zu einem Brand; dabei wurde das Gebäude weitgehend zerstört. Von Seiten der Polizei wurde nicht ausgeschlossen, dass es sich um einen Anschlag handelte. Nach dem Abriss der Brandruine wurde an Ort und Stelle ein neues Mehrfamilienhaus errichtet, welches als Unterkunft für Asylbewerber und Spätaussiedler dient.

### Schultheißen und Bürgermeister
Bürgermeister ist seit dem 1. Juni 2022 Daniel Bogner (FDP). Er war zuvor Kämmerer in Lorch und wurde am 27. März 2022 mit 54,4 Prozent der Stimmen zum Bürgermeister gewählt. Bogner folgt Ian Schölzel nach, welcher 2022 Erster Bürgermeister in Waiblingen wurde.
Frühere Schultheißen in Unterweissach sind auf einer Gedenktafel in der Dorfkirche St. Agatha verzeichnet:
Heinrich Kern, Johann Georg Brotz, Johann Heinrich Buck, Johann Conrad Obermüller, Martin Stocker, Johann Jakob Rau, Ulrich Starkh, Johann Heinrich Füchtner, Johann Martin Krauter, Michael Schneider, Johann Kübler, Leonhard Christian Küntzle, Johann Kürtz und Johann Bocksrichter.
Schultheißen und Bürgermeister in Unterweissach waren:
- 1741: Peter Klein
- 1743: Georg Christoph Küntzle
- 1828–1847: Kübler[42]
- 1847: Carl Friedrich Schlehner[43]
- 1847–1850: Carl Johann Enßlin[43]
- 1853: Schlehner[32]
- 1866: Kübler
- 1886: Schlehner[35]
- 1896: Kübler[36]
- 1908–1913: Christian Schneider[44][45]
- 1914–1934: Friedrich Breitling (1881–1954)
- 1934–1945: Heinrich Lebherz (NSDAP)
- 1944–1945: Julius Rombold (Stellvertreter für den zum Wehrdienst eingezogenen Lebherz)
- 1946–1966: Erich Hägele (1914–1987)
- 1966–1971: Egon Halter (1939–2023)[46]

Bürgermeister der Gemeinde Weissach im Tal seit der Gemeindereform 1971:
- 1971–1975: Egon Halter[47]
- 1975–2007: Rainer Deuschle[48]
- 2007–2022: Ian Schölzel (Freie Wähler)[49]
- seit 2022: Daniel Bogner (FDP).

### Gemeinderat
Der Gemeinderat von Weissach im Tal hat 18 Mitglieder. Er besteht aus den gewählten ehrenamtlichen Gemeinderäten und dem Bürgermeister als Vorsitzendem, der ebenfalls stimmberechtigt ist. Die letzte Kommunalwahl vom 9. Juni 2024 führte zu folgendem Ergebnis:
| Parteien und Wählergemeinschaften | Parteien und Wählergemeinschaften                                   | % 2024 | Sitze 2024 | % 2019 | Sitze 2019 | Kommunalwahl 2024 %50403020100 41,6 %29,3 %13,6 %15,5 %n. k. % CDU/FWVUBLOGLSPDLWBGewinne und Verlusteim Vergleich zu 2019 %p 15 10 5 0 −5−10−15−20−25+8,4 %p+3,9 %p+13,6 %p−4,0 %p−21,9 %pCDU/FWVUBLOGLSPDLWB |
| CDU/FWV                           | Christlich Demokratische Union Deutschlands/Freie Wählervereinigung | 41,6   | 8          | 33,2   | 6          | Kommunalwahl 2024 %50403020100 41,6 %29,3 %13,6 %15,5 %n. k. % CDU/FWVUBLOGLSPDLWBGewinne und Verlusteim Vergleich zu 2019 %p 15 10 5 0 −5−10−15−20−25+8,4 %p+3,9 %p+13,6 %p−4,0 %p−21,9 %pCDU/FWVUBLOGLSPDLWB |
| UBL                               | Unabhängige Bürgerliste Weissach im Tal                             | 29,3   | 5          | 25,4   | 5          | Kommunalwahl 2024 %50403020100 41,6 %29,3 %13,6 %15,5 %n. k. % CDU/FWVUBLOGLSPDLWBGewinne und Verlusteim Vergleich zu 2019 %p 15 10 5 0 −5−10−15−20−25+8,4 %p+3,9 %p+13,6 %p−4,0 %p−21,9 %pCDU/FWVUBLOGLSPDLWB |
| LWB                               | Liste Weissacher Bürger                                             | −      | −          | 21,9   | 4          | Kommunalwahl 2024 %50403020100 41,6 %29,3 %13,6 %15,5 %n. k. % CDU/FWVUBLOGLSPDLWBGewinne und Verlusteim Vergleich zu 2019 %p 15 10 5 0 −5−10−15−20−25+8,4 %p+3,9 %p+13,6 %p−4,0 %p−21,9 %pCDU/FWVUBLOGLSPDLWB |
| SPD                               | Sozialdemokratische Partei Deutschlands                             | 15,5   | 3          | 195    | 3          | Kommunalwahl 2024 %50403020100 41,6 %29,3 %13,6 %15,5 %n. k. % CDU/FWVUBLOGLSPDLWBGewinne und Verlusteim Vergleich zu 2019 %p 15 10 5 0 −5−10−15−20−25+8,4 %p+3,9 %p+13,6 %p−4,0 %p−21,9 %pCDU/FWVUBLOGLSPDLWB |
| OGL                               | Offene Grüne Liste                                                  | 13,6   | 2          | −      | −          | Kommunalwahl 2024 %50403020100 41,6 %29,3 %13,6 %15,5 %n. k. % CDU/FWVUBLOGLSPDLWBGewinne und Verlusteim Vergleich zu 2019 %p 15 10 5 0 −5−10−15−20−25+8,4 %p+3,9 %p+13,6 %p−4,0 %p−21,9 %pCDU/FWVUBLOGLSPDLWB |
| gesamt                            | gesamt                                                              | 100,0  | 18         | 100,0  | 18         | Kommunalwahl 2024 %50403020100 41,6 %29,3 %13,6 %15,5 %n. k. % CDU/FWVUBLOGLSPDLWBGewinne und Verlusteim Vergleich zu 2019 %p 15 10 5 0 −5−10−15−20−25+8,4 %p+3,9 %p+13,6 %p−4,0 %p−21,9 %pCDU/FWVUBLOGLSPDLWB |
| Wahlbeteiligung                   | Wahlbeteiligung                                                     | 66,4 % | 66,4 %     | 64,3 % | 64,3 %     | Kommunalwahl 2024 %50403020100 41,6 %29,3 %13,6 %15,5 %n. k. % CDU/FWVUBLOGLSPDLWBGewinne und Verlusteim Vergleich zu 2019 %p 15 10 5 0 −5−10−15−20−25+8,4 %p+3,9 %p+13,6 %p−4,0 %p−21,9 %pCDU/FWVUBLOGLSPDLWB |

### Partnerschaften
Weissach im Tal unterhält Partnerschaften zu zwei Gemeinden.

Marly (Frankreich, Département Moselle, Region Großer Osten)
Die Gemeinde Marly liegt im Arrondissement Metz und hat 9961 Einwohner. Die Gemeinde liegt etwa sieben Kilometer südlich der Innenstadt von Metz und etwa sieben Kilometer nordwestlich von Verny. Durch Marly fließt die Seille, ein Nebenfluss der Mosel. Marly ist in den letzten Jahrzehnten durch Neubaugebiete stark gewachsen und bildet zusammen mit anderen umliegenden Gemeinden und der Stadt Metz ein geschlossenes Siedlungsgebiet. Von 1871 bis 1918 gehörte Marly zum Reichsland Elsaß-Lothringen und trug zeitweise den eingedeutschten Namen Marleien. Seit 1989 besteht eine Partnerschaft mit Weissach im Tal. Eine Zufahrtsstraße zum Bildungszentrum heißt heute Place de Marly.

Lommatzsch (Deutschland, Freistaat Sachsen, Landkreis Meißen)
Nach dem Mauerfall und der Wende kam 1990 eine Partnerschaft mit Lommatzsch im Landkreis Meißen zustande. Lommatzsch ist eine kleine Landstadt in der Lommatzscher Pflege, einer fruchtbaren Hügellandschaft in Mittelsachsen. Lommatzsch hat etwa 4700 Einwohner. An die Partnerschaft erinnert heute die Lommatzscher Straße in Unterweissach, welche als Teil der Kreisstraße 1908 die Stuttgarter und die Welzheimer Straße verbindet.

### Wappen
Blasonierung: In Blau über einem erniedrigten silbernen (weißen) Wellenbalken ein silberner (weißer) Schlüssel (Bart oben rechts), dessen Griff die Form eines Entenfußes hat. Das Wappen nahm die Gemeinde nach der Gebietsreform 1974 an.
Der silberne Wellenbalken soll die Weißach darstellen, welche das Gemeindegebiet durchfließt und Unter- und Oberweissach den Namen gab. Unterweissach hatte schon im 19. Jahrhundert einen Schlüssel im Wappen geführt, der jedoch noch keinen entenfußförmigen Griff besaß. Seit 1930 ist der Griff mit dem Entenfuß belegt. Er wird mit Enten in Verbindung gebracht, die auch heute noch oft im Gemeindegebiet zu sehen sind.

## Kirchliche Gebäude

### Evangelische Kirche

#### Evangelische Kirche Sankt Agatha

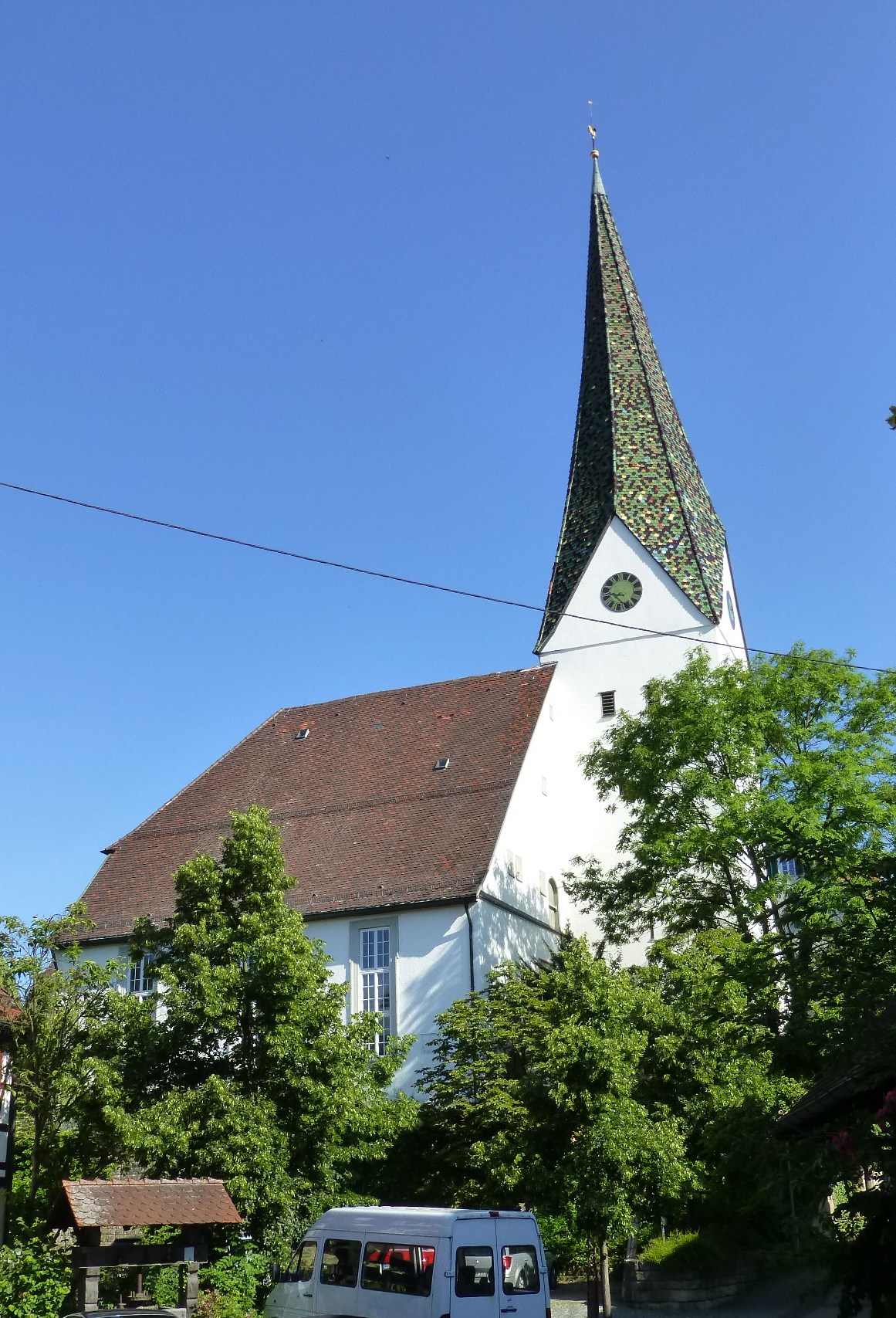
Evangelische St.-Agatha-Kirche in Unterweissach

Um 1250 wurde die erste Kirche in Unterweissach auf dem Kirchberg von Mönchen des Klosters Murrhardt errichtet. Allerdings wird vermutet, dass schon um 900 eine kleine Kapelle auf dem Kirchberg stand. Als Kirchenpatron ist 1542 die Märtyrerin Sankt Agatha von Catania genannt, welche vermutlich um 250 n. Chr. in der Christenverfolgung unter Kaiser Decius den Märtyrertod erlitt. Die Kirche war lange die Mutterkirche für das gesamte Weissacher Tal. Die einzelnen Orte wurden später Zug um Zug von Unterweissach getrennt und zu eigenen Pfarreien bzw. Kirchengemeinde erhoben, beispielsweise Lippoldsweiler und Unterbrüden. Andere Orte wie Heutensbach wurden anderen Kirchengemeinden angegliedert. Die evangelische Pfarrkirche St. Agatha in Unterweissach, eine gotische Chorturmkirche, hat einen kleinen kreuzrippengewölbten Chor, in dem neben Grabmalen nur noch der Taufstein und historisches Chorgestühl stehen. Das Schiff wurde nach 1500 und besonders im Jahre 1721 zu einer Querkirche vergrößert, deren Bänke und die Dreiseiten-Empore, im Verhältnis zum Turmchor seitlich versetzt, auf Altar und Kanzel ausgerichtet sind. Das barocke Altarkreuz stammt aus der 2. Hälfte des 17. Jahrhunderts.

#### Evangelisches Max-Fischer-Gemeindehaus
In Oberweissach befindet sich im Kammerhofweg das moderne Max-Fischer-Gemeindehaus. Es wurde 1982 eingeweiht und ist nach einem ehemaligen Gemeindepfarrer und Leiter der Missionsschule der Bahnauer Bruderschaft benannt. Im Andachtsraum des Hauses finden regelmäßig Gottesdienste statt.

#### Kirchspielorte
Zum Kirchspiel Unterweissach gehörten folgende Orte (Stand 1810):
- Aichholzhof
- Bruch
- Cottenweiler
- Däfern (seit 1864 zur Pfarrverweserei Lippoldsweiler/Sechselberg)
- Dresselhof
- Gallenhof (seit 1864 zum Pfarrverweserei Lippoldsweiler/Sechselberg)
- Glaitenhof (seit 1864 zum Pfarrverweserei Lippoldsweiler/Sechselberg)
- Heutensbach (seit 1972 zur Kirchengemeinde Allmersbach im Tal)
- Hohnweiler (seit 1864 zum Pfarrverweserei Lippoldsweiler/Sechselberg)
- Kammerhof
- Lippoldsweiler (seit 1864 zum Pfarrverweserei Lippoldsweiler/Sechselberg)
- Oberweissach
- Sauerhof (seit 1864 zum Pfarrverweserei Lippoldsweiler)
- Storchenhof (das heutige Sachsenweiler; seit 1937 zur Kirchengemeinde Backnang)
- Schlichenweiler (seit 1864 zum Pfarrverweserei Lippoldsweiler/Sechselberg)
- Sechselberg (seit 1864 zum Pfarrverweserei Lippoldsweiler)
- Unterbrüden (seit 1971 zur Kirchengemeinde Oberbrüden)
- Waldenweiler (seit 1862 zur Kirchengemeinde Althütte)
- Wattenweiler

### Katholische Kirche Zur heiligsten Dreifaltigkeit
Um 1870 waren von 856 Einwohnern in Unterweissach nur 3 katholisch, welche nach Ebersberg eingepfarrt waren. Nach dem Zweiten Weltkrieg entstand durch Zustrom von Flüchtlingen und Heimatvertriebenen eine neue römisch-katholische Gemeinde. 1952 erlaubte die Evangelische Kirchengemeinde katholische Gottesdienste in ihrer Pfarrkirche. 1964 war der erste Spatenstich, 1965 entstand ein katholischer Kirchenbauverein. Die katholische Kirche Zur heiligsten Dreifaltigkeit wurde schließlich 1966 auf dem Sandberg in Unterweissach fertiggestellt. Diese ist sehr schlicht und verfügt über keinen Glockenturm. Geweiht wurde die Kirche am 27. März 1966 von Weihbischof Wilhelm Sedlmaier.

### Evangelisch-methodistische Kirche
Durch Christoph Gottlob Müller und andere Missionare entstanden im 19. Jahrhundert in Württemberg methodistische Gemeinden. Auch im Weissacher Tal kam es zu einer Erweckung. Ende des 19. Jahrhunderts entstand in Cottenweiler eine große Evangelisch-Methodistische Gemeinde. Im Jahre 1906 entstand eine eigene kleine Kapelle in der Ringstraße in Cottenweiler. Die Gemeinde wuchs und 1967 begann man den Neubau der Christuskirche in der Schillerstraße. Die Kirche wurde 2021 geschlossen.

### Neuapostolische Kirche
Es gab auch eine Neuapostolische Gemeinde in Unterweissach mit Kirche in der Welzheimer Straße. Aufgrund von Umstrukturierungen wurde die Kirche 2011 geschlossen. Die neuapostolischen Christen besuchen seitdem den Gottesdienst in Auenwald-Unterbrüden.

### Ehemalige Kapelle in Bruch
Im Ortsteil Bruch (Im Kugelhof 2) befand sich einst eine Kapelle, welche jedoch im Zuge der Reformation geschlossen und an Privatleute veräußert wurde. Das Gebäude ist heute noch vorhanden und dient als Wohnhaus.

## Bildungseinrichtungen

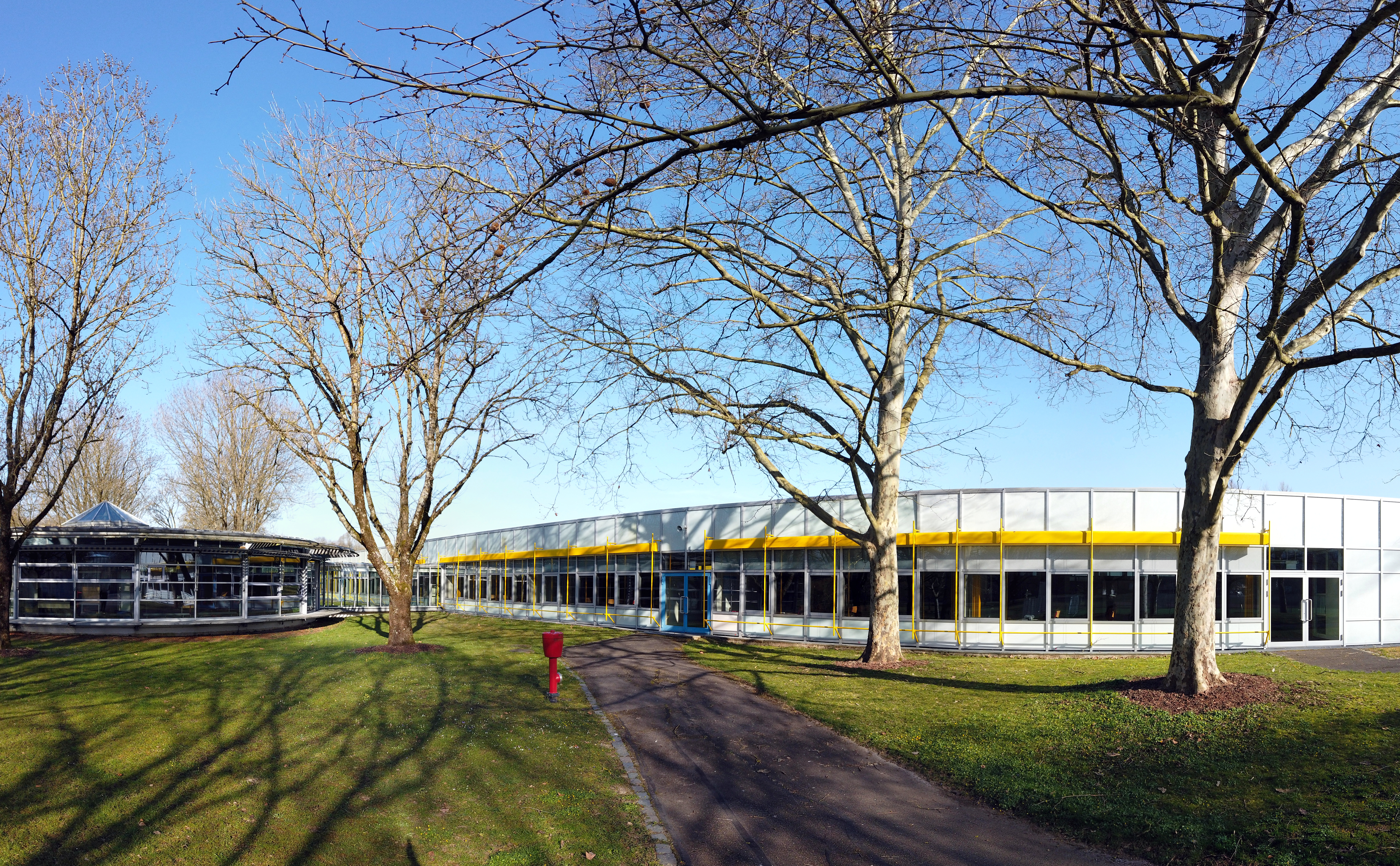
Bildungszentrum

Das Bildungszentrum Weissacher Tal im Ortsteil Cottenweiler besteht aus Werkrealschule, Realschule und Gymnasium. In den Ortsteilen Unterweissach und Oberweissach gibt es jeweils eine Grundschule.
Die Evangelische Missionsschule Unterweissach ist eine von der Evangelischen Kirche in Deutschland anerkannte Privatschule der Bahnauer Bruderschaft für kirchliche Religionslehrer, welche oft stundenweise als Jugendreferenten und Diakone in den Kirchengemeinden oder Jugendwerken tätig sind. Die Bahnauer Bruderschaft stammte ursprünglich aus dem Ort Preußisch Bahnau in Ostpreußen. Nach Flucht und Vertreibung wurde sie 1948 in Unterweissach neu gegründet.

## Sehenswürdigkeiten

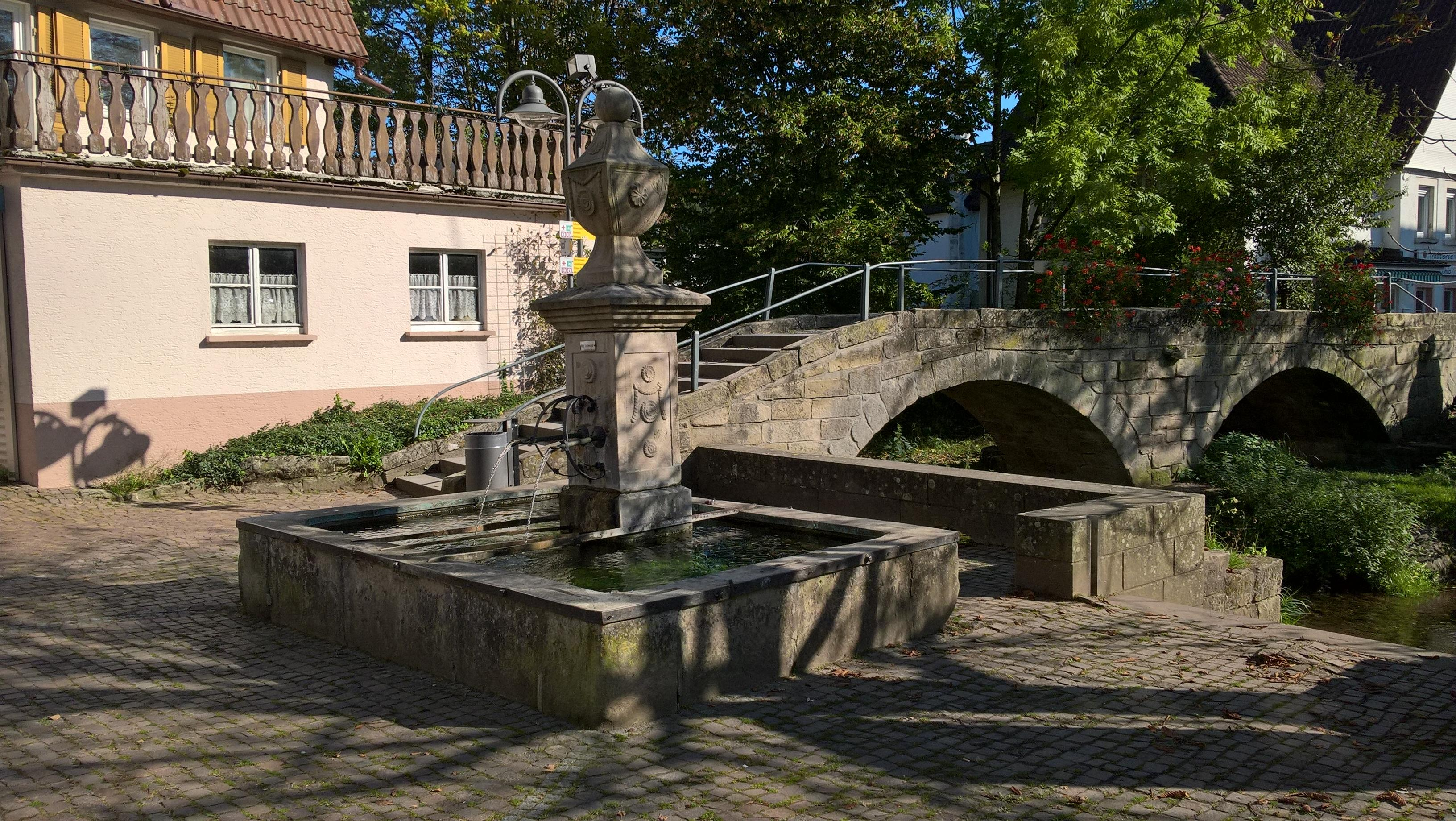
Lammbrunnen und Brücke über den Brüdenbach

- Lammbrunnen und Brücke über den BrüdenbachFachwerk-Rathaus von 1612 mit Glockentürmchen: Es ist seit 1985 mit dem Nebengebäude, dem ehemaligen Gasthaus Lamm, mit einem gläsernen Durchgang verbunden. Beide Gebäude dienen als Rathaus der Gemeinde (Straße Kirchberg 2+4).
- Hochwassermarken am historischen Rathaus.[61]
- Alte einbogige Steinbrücke im Gewann Schleifwiesen.[61]
- Der Lammbrunnen: Großer Brunnen aus Sandstein vor dem Rathaus. Errichtet 1803 von Matthäus Nickel.[61]
- Sonnenuhr an der Dorfkirche St. Agatha.[61]
- Haus Brüdener Straße 1: Ehemaliger Kolonialwarenladen und Seifensiederei.[61]
- Gasthaus Krone, Friedensstraße 6: Fachwerkhaus mit Gewölbekeller. Während der Revolution von 1848 diente die Krone als Versammlungsort der Unterweissacher Bürgerwehr.
- Ehemalige Kronenscheuer, Friedensstraße 10: Stattliche Scheune aus Fachwerk, errichtet 1780 von Christoph und Maria Krautter. Seit dem Jahr 2000 befindet sich in dem Gebäude die Ortsbücherei und das Gemeindearchiv.
- Lange Brücke in Unterweissach: Steinerne Brücke über die Weißach mit drei Bögen und Eisbrechern.
- Brüdenbachbrücke: Die steinerne Fußgängerbrücke überspannt mit drei Bögen den Brüdenbach und wurde 1741 erbaut.[61]
- Benzenmühle, Mühlweg 48: Eine der ältesten Mühlen im Weissacher Tal. Sie wurde um 1593 erbaut. Die Mühle wurde auch Untere Mühle genannt. Seit Ende des 19. Jahrhunderts ist sie nach dem ehemaligen Besitzer Johann Jacob Benz benannt.
- Fischbrunnen in der Forststraße: Moderner Springbrunnen, geschaffen von dem Unterweissacher Künstler Hugo Krautter (1928–2008).
- Heimatmuseum Weissacher Tal (ehemaliges Haus Grübele), Brüdener Straße 7: Bauernhaus von 1781, seit 1983 Heimatmuseum.
- Dresselhofbrunnen, Mittlerer Dresselhof: Ehemaliger Ziehbrunnen aus dem 18. Jahrhundert mit hölzernen Zahnrädern und Zeltdach.[61]
- Seemühle: Benannt nach dem ehemaligen Weissacher See, ist sie die einzige Mühle in der Gemeinde, die heute noch aktiv ist. Neu erbaut 1743.[61]
- Historischer Mahlstein bei der Seemühle.[61]
- Arbeitsdienst-Gedenkstein im Ortsteil Viehhaus von 1934.[61]
- Dorfbrunnen Oberweissach: moderner Springbrunnen mit Sonnenuhr, ebenfalls geschaffen von Hugo Krautter (1928–2008).[61]

## Sport

### Sportverein Unterweissach 1930 e. V.
Die Fußballmannschaft des SV Unterweissach stieg nach der Bezirksliga-Meisterschaft in der Saison 2008/2009 in die Landesliga auf. Die Klasse konnte allerdings nicht gehalten werden, es folgte der sofortige Wiederabstieg in die Bezirksliga. Nach dem Abstieg 2014 in die Kreisliga A, wurde man in der Saison 2014/15 in der Kreisliga A2 Meister und stieg wieder in die Bezirksliga auf. 2023 erfolgte der erneute Abstieg in die Kreisliga. Seine Heimspiele bestreitet der SV Unterweissach im Stadion „Auf der Hart“. Bekanntester ehemaliger Spieler des Vereins ist Julian Schieber, der hier als Jugendspieler spielte. Weitere bekannte ehemalige Akteure und Mitglieder sind Fabian Aupperle, Ralf Rangnick und Markus Sailer. Der nach Mitgliederzahl größte Sportverein in Weissach ist die Sportgemeinschaft Weissach im Tal mit den Abteilungen Handball, Schützen, Tanzsport, Tischtennis, Turnen und Volleyball.

### Radsportverein Unterweissach 1905 e. V.
Seit 1905 besteht in Unterweissach ein Radsportverein, der anfangs den Namen „Kehre wieder“ trug. Es werden Kurse für Rennrad, Mountainbike und Einrad angeboten. Der erste große Erfolg des Vereins war der Gewinn der deutschen Meisterschaft der Juniorinnen Daniela Krautter und Sandra Kienle im Zweier-Kunstfahren 1985. Im selben Jahr konnte das Duo in Frankreich die Vize-Europameisterschaft erringen. Es folgten weitere nationale und internationale Erfolge.

## Vereinsleben
- Seniorenclub 66+ Weissacher Tal
- Heimatverein Weissacher Tal
- Schwäbischer Albverein, Ortsgruppe Weissacher Tal
- Obst- und Gartenbauverein Cottenweiler e. V.
- Obst- und Gartenbauverein Oberweissach

## Ortsneckname
Die Einwohner von Cottenweiler wurden früher scherzhaft Hemedknöpfle genannt. Der Grund hierfür ist nicht mehr bekannt.

## Aus dem Sagenschatz: Die drei steinernen Kreuze
Am westlichen Ortsrand von Unterweissach stehen auf einer Böschung an der Backnanger Straße (K 1843) Richtung Ungeheuerhof drei Sühnekreuze aus Stubensandstein. Das mittlere Kreuz zeigt eine Pflugschar. Nach einer Sage sollen hier ein Ochsentreiber und sein Hund von einem Räuber erschlagen worden sein. Dem Ochsentreiber sei ein großes Kreuz und dem Hund ein kleines Kreuz gesetzt worden. Für das dritte Kreuz gibt es dagegen keine Erklärung.

Möglicherweise wurden hier zwei Geschichten vermischt, die nichts miteinander zu tun hatten. Tatsächlich wurde der Viehhändler Johann Gottlieb Winter im Sommer 1847 im Bereich der heutigen K 1843 von dem einundzwanzigjährigen Fleischer Wilhelm Heinrich Armbruster ermordet. Winter hatte zuvor auf dem Markt in Ludwigsburg mehrere Ochsen verkauft. Allerdings wurden im 19. Jahrhundert keine Sühnekreuze mehr errichtet. Armbruster wurde wegen Mordes verurteilt und 1848 in Backnang auf der Bleichwiese öffentlich hingerichtet.

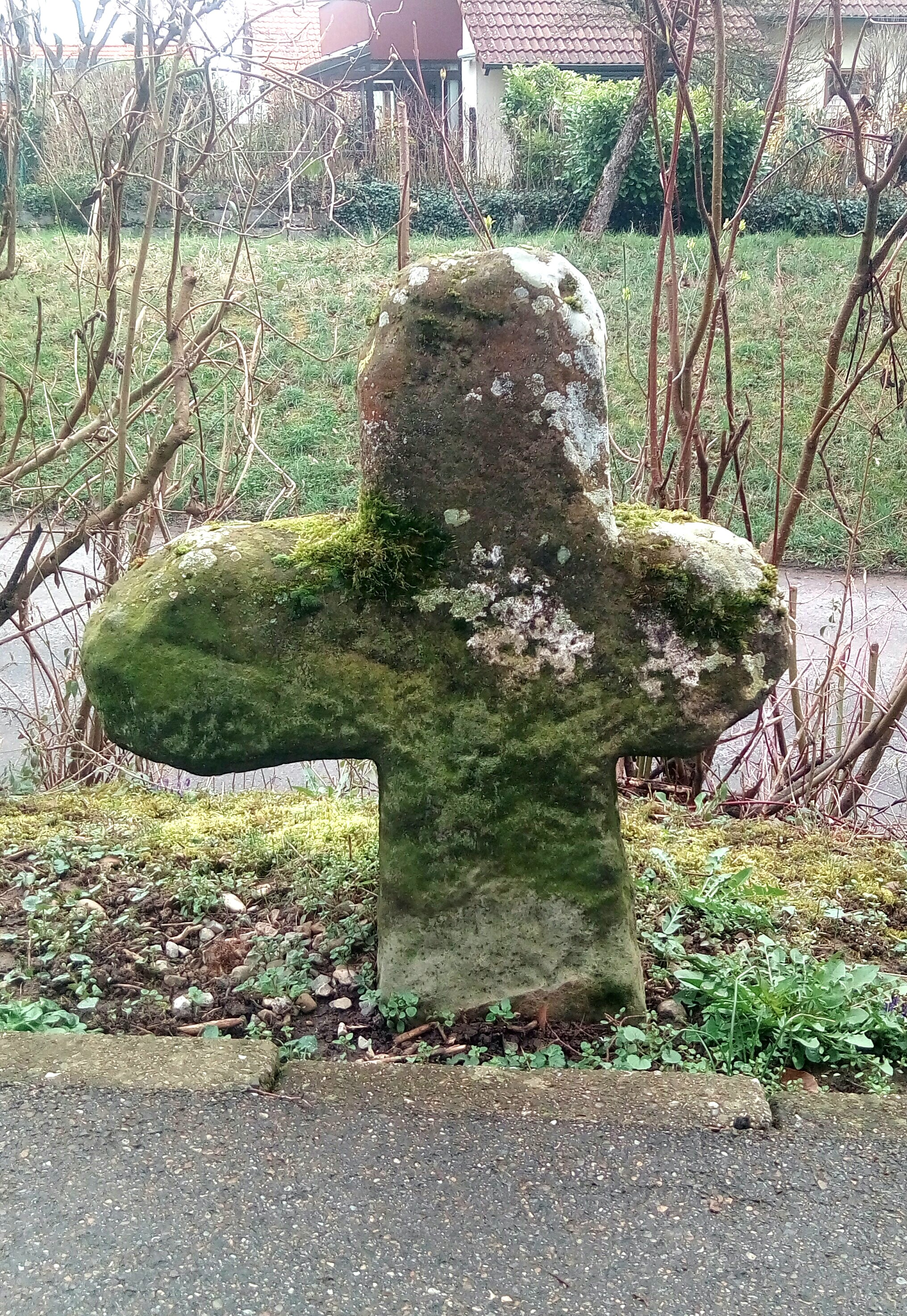
Mittelalterliches Sühnekreuz (leicht beschädigt)
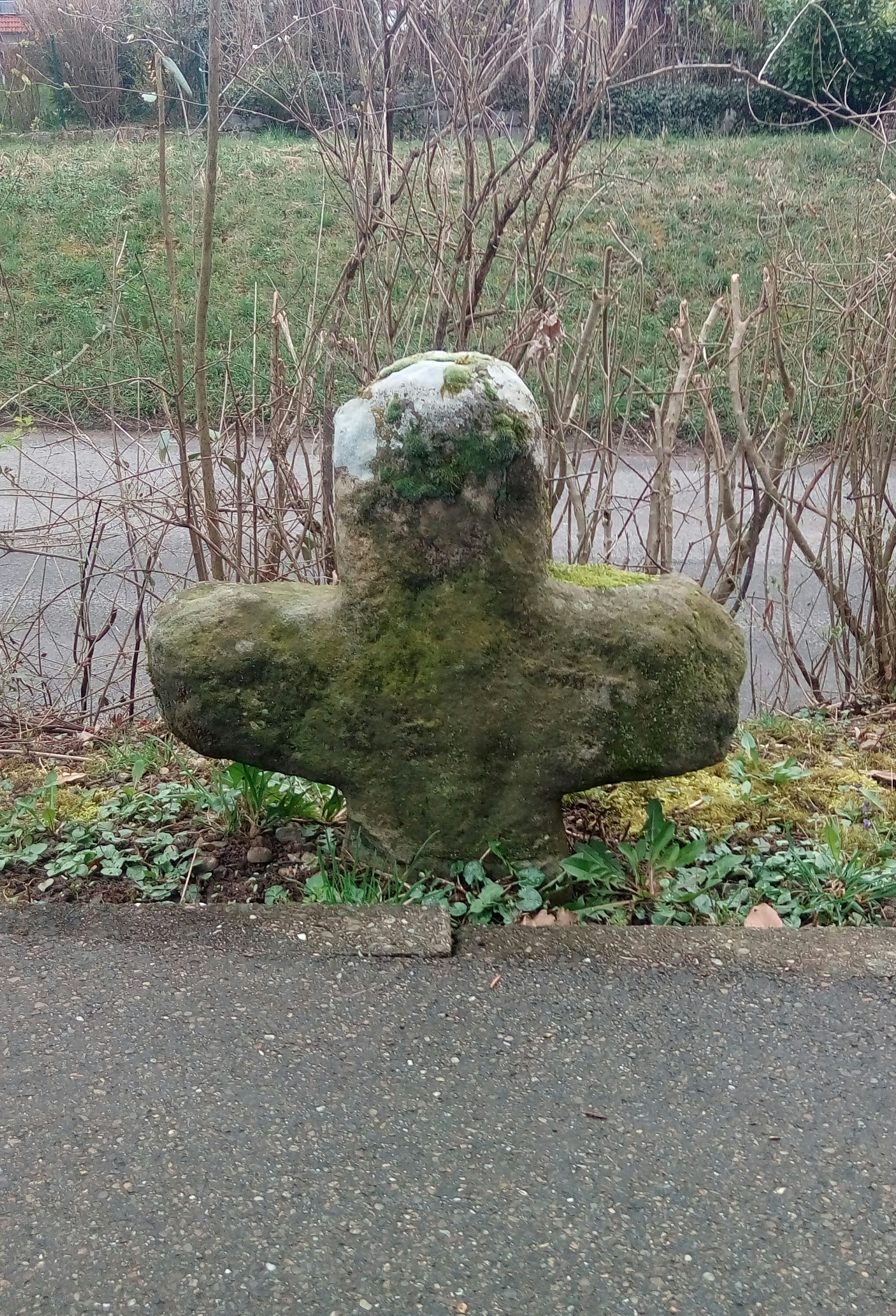
Mittleres Sühnekreuz
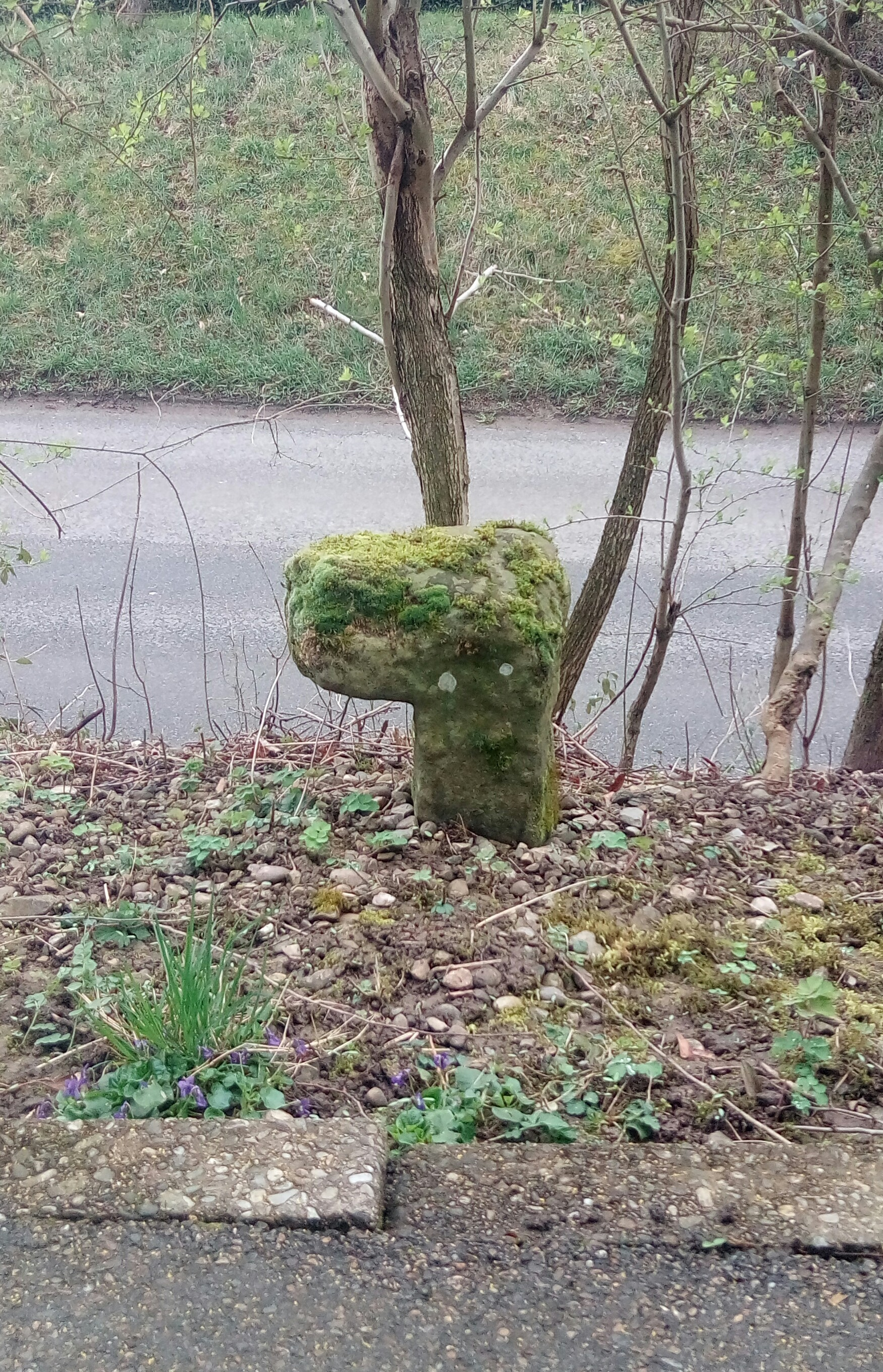
Sehr kleines, stark beschädigtes Sühnekreuz

## Sonstiges
Weissach im Tal war Sieger des bundesweiten Wettbewerbs „Zukunftsfähige Kommune“ in den Jahren 2002 und 2004.
Im April 2008 wurde die Gemeinde vom Verband „Mehr Demokratie“ für ihren positiven Umgang mit Bürgerbegehren anhand des Konflikts um die Bebauung des so genannten „Ochsen-Areals“ in der Ortsmitte von Unterweissach mit der „Demokratie-Rose“ ausgezeichnet.

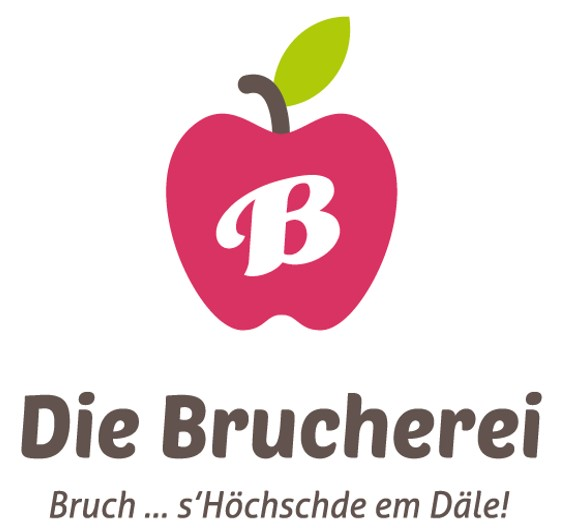
„Die Brucherei“

Im Ortsteil Bruch finden seit 2012 unter „Die Brucherei“ Aktivitäten von Bruchern für Brucher statt.

## Persönlichkeiten

### Söhne und Töchter der Gemeinde
- Joseph Friedrich Schelling (1737–1812), evangelischer Geistlicher und Vater von Friedrich Wilhelm Joseph Schelling (1775–1854).
- Emil Beck (1887–1982), Bauingenieur und Beamter bei der Deutschen Reichsbahn, Präsident der Reichsbahndirektion Berlin
- Wilhelm Kleinknecht (1893–1966), Gewerkschaftsfunktionär, Landtagsabgeordneter
- Hugo Krautter (1928–2008), Steinmetzmeister, Künstler
- Gottfried Heller (* 1935), Fondsmanager, Vermögensverwalter
- Gerhard Rall (* 1941), Unternehmer und Erfinder
- Siegfried Bauer (* 1944), Landeskirchenmusikdirektor

### Mit der Gemeinde verbundene Personen
- Daniel Ammon (1874–1941), Schriftsteller
- Karl Sapper, (1876–1964), Naturphilosoph, Pfarrer in Unterweissach 1899–1901[67]
- Georg Leibbrandt (1899–1982), NSDAP-Funktionär, Teilnehmer der Wannseekonferenz, lebte in der Nachkriegszeit in Unterweissach
- Max Fischer (1900–1967), evangelischer Pfarrer, Leiter der Bahnauer Bruderschaft, Direktor der Missionsschule Unterweissach
- Siegfried Kettling (1937–2024), evangelischer Pfarrer, Autor und Lehrer der Missionsschule Unterweissach 1974–2002
- Markus Sailer (* 1968), Fußballtrainer und ehemaliger -spieler
- Ian Schölzel (* 1976), Kommunalpolitiker
- Fabian Aupperle (* 1986), Fußballspieler
- Patrick Brosi (* 1987), deutscher Informatiker und Autor
- Julian Schieber (* 1989), Fußballtrainer und ehemaliger -spieler